# Demografia do estado de São Paulo
A Demografia de São Paulo é domínio de estudos e conhecimentos sobre as características demográficas do território paulista.
Segundo Censo do IBGE, em 2014 o estado de São Paulo possui 44.035.304 habitantes e uma densidade populacional de 177,4 hab./km². Todo esse montante populacional representa 21,6% da população brasileira e 11% de toda a população sul-americana.
O estado conseguiu alcançar esse patamar populacional depois de crescer durante muitos anos com taxas populacionais superiores à média nacional. Na década de 1950 o estado teve um crescimento populacional de 3,6% ao ano, enquanto o Brasil manteve um crescimento de 3,2%. No período compreendido entre os anos de 1991 e 2000, São Paulo cresceu 1,8% ao ano enquanto a média nacional manteve-se em 1,6%. O início do século XXI traz uma tendência de queda das taxas populacionais, porém São Paulo mantem uma taxa de crescimento maior que a brasileira; 1,6% contra 1,4% ao ano.
De acordo com o Censo de 2010, dos 41 milhões de habitantes do estado 95,9% vive em cidades, enquanto 4,1% da população vive no campo. A composição da população paulista por sexo, mostra que para cada 100 mulheres residentes no estado existem 95 homens, esse pequeno desequílibrio entre os dois sexos ocorre porque as mulheres possuem uma expectativa de vida oito anos mais elevada que a dos homens, além da maior participação feminina em fluxos migratórios para o estado.
Além de ser o estado mais populoso do Brasil, São Paulo também possui o maior colégio eleitoral brasileiro, com 25.655.553 (IBGE/2002) eleitores em todo o estado. Na eleição de 2006, o número passou para 28.037.256, segundo o Tribunal Superior Eleitoral.

## Religiões

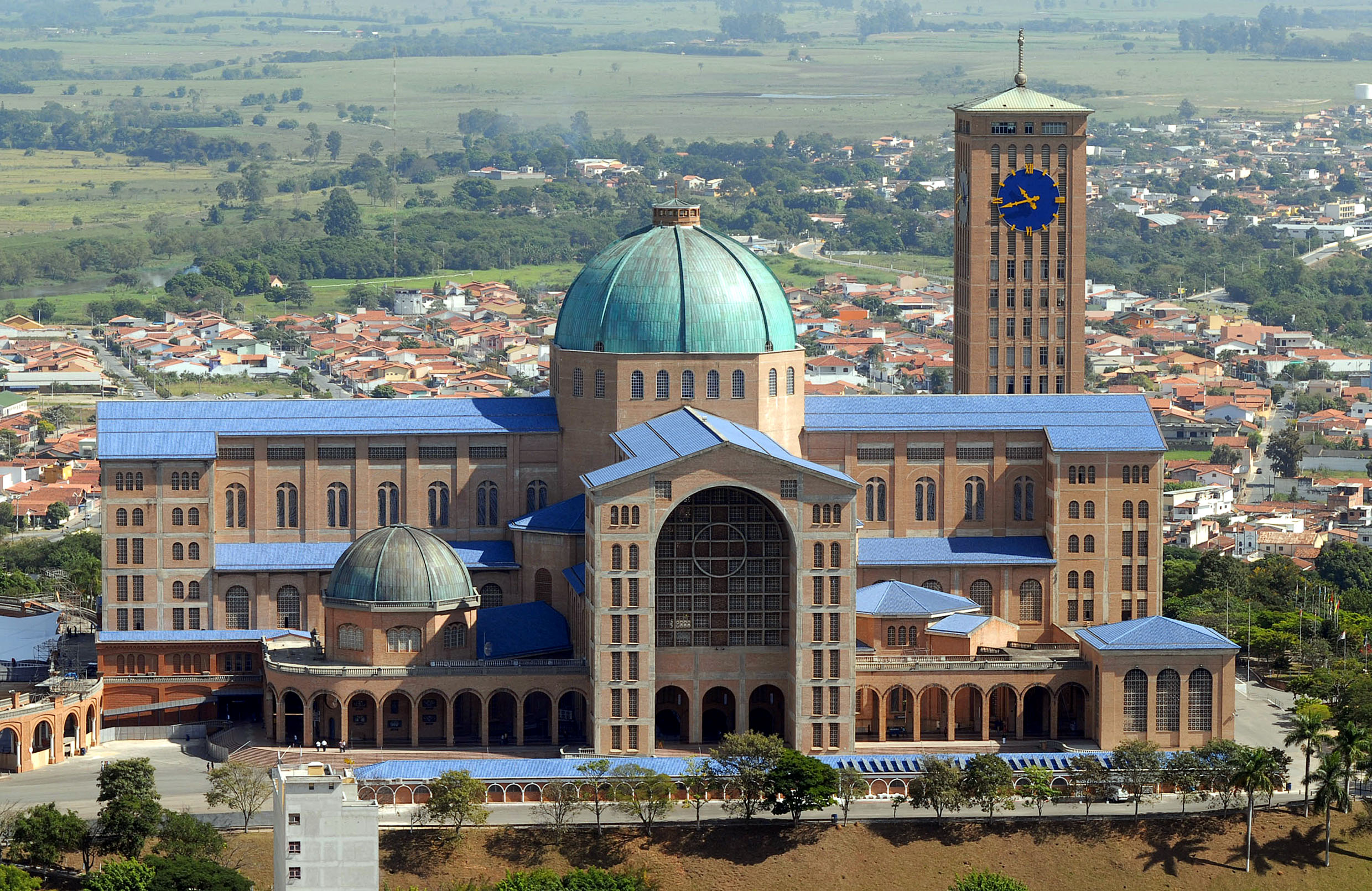
Vista da Basílica de Nossa Senhora Aparecida, em Aparecida, o segundo maior templo católico religioso do mundo.

De acordo com o censo demográfico de 2010, da população total do estado, existiam 24 781 288 católicos apostólicos romanos (60,06%), 9 937 853 evangélicos (24,08%), 1 356 193 espíritas (3,29%), 444 968 Testemunhas de Jeová (1,08%), 153 564 budistas (0,37%), 141 553 umbandistas e candomblecistas (0,34%), 81 810 católicos apostólicos brasileiros (0,20%), 70 856 novos religiosos orientais (0,17%), 65 556 mórmons (0,16%), 51 050, judaístas (0,12%), 31 618 ortodoxos (0,08%), 20 375 espiritualistas (0,05%), 17 827 esotéricos (0,04%), 14 778 islâmicos (0,04%), 4 591 pertencentes a tradições indígenas (0,01%) e 1 822 hinduístas (0,00%). Existiam ainda  3 357 682 pessoas sem religião (8,14%), 214 332 com religião indeterminada ou múltiplo pertencimento (0,52%), 50 153 não souberam (0,12%) e 18 038 não declararam (0,04%). Na Igreja Católica, São Paulo pertence à Regional Sul I da CNBB e seu território é dividido em seis províncias eclesiásticas, cada uma com uma arquidiocese (são elas: Aparecida, Botucatu, Campinas, Ribeirão Preto, São Paulo e Sorocaba) e 35 dioceses sufragâneas.

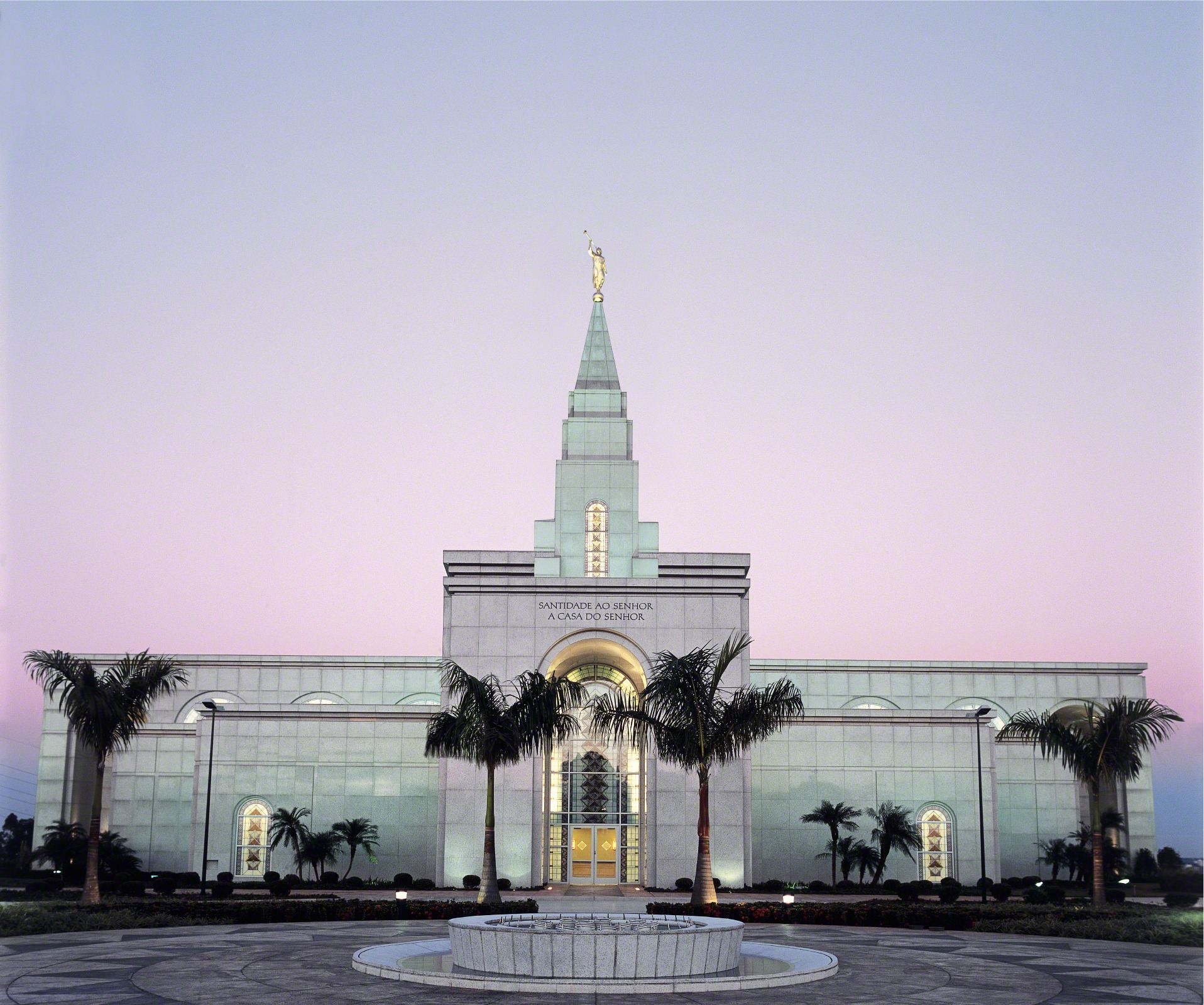
Templo mórmon de Campinas

São Paulo também possui os mais diversos credos protestantes ou reformados. Do total de evangélicos, 6 088 132 pertenciam às evangélicas de origem pentecostal (14,75%), 1 064 243 às evangélicas de missão (2,58%) e 2 785 478 a igrejas evangélicas não determinadas (6,75%). Dentre o total de seguidores das igrejas evangélicas pentecostais, 2 161 035 pertenciam à Assembleia de Deus (5,24%), 1 182 360 à Congregação Cristã no Brasil (2,87%), 444 455 ao Evangelho Quadrangular (1,08%), 437 935 à Universal do Reino de Deus (1,06%), 186 248 à Igreja Deus é Amor (0,45%), 77 913 à Igreja O Brasil para Cristo (0,19%), 58 235 a comunidades evangélicas (0,14%), 21 725 à Casa da Bênção (0,05%), 11 295 à Maranata (0,03%), 4 581 à Nova Vida (0,01%), 7 256 a igrejas pentecostais renovadas não determinadas (0,02%) e 1 495 506 a outras igrejas pentecostais (3,62%). Em relação às evangélicas de missão, 485 601 eram batistas (1,18%), 263 019 adventistas (0,64%), 210 197 presbiterianos (0,51%), 56 421 metodistas (0,14%), 40 255 luteranos (0,1%), 3 861 congregacionais (0,01%) e 4 888 distribuídos em outras igrejas de missão (0,01%). Havia ainda 439 595 pertencentes a outras religiosidades cristãs (1,07%).
Entre as novas religiões orientais, a mais predominante era a Igreja Messiânica, com 41 892 seguidores (0,1%). Dentre os sem religião, 166 121 eram ateus (0,4%), 37 273 eram agnósticos (0,09%) e 3 154 468 não eram ateus nem agnósticos (7,64%). 208 664 possuíam religião indeterminada ou mal definida (0,51%) e 5 694 declararam possuir múltiplas religiões.

## Composição étnica e migração
A população indígena em São Paulo à época da chegada dos portugueses, foi estimada em 196 mil. A população descende principalmente de imigrantes europeus (sobretudo portugueses, italianos, espanhóis e alemães). Também há grandes comunidades de povos do Oriente Médio (libaneses, sírios e armênios) e Ásia Oriental (japoneses, coreanos e chineses), além de descendentes de africanos. A forte imigração no final do século XIX e início do século XX, trouxe ao estado pessoas de todas as partes do mundo. Dos mais de cinco milhões de imigrantes que desembarcaram em território brasileiro, boa parte se fixou em território paulista.

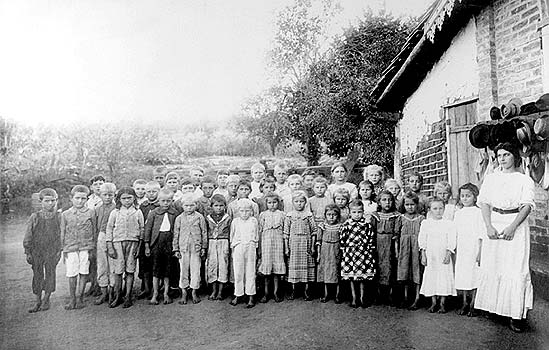
Escola de italianos em Campinas no início do século XX.

Conforme pesquisa de autodeclaração do censo de 2010, 26 264 150 paulistas eram brancos (63,65%), 12 122 826 pardos (29,38%), 2 244 326 pretos (5,44%), 570 150 amarelos (1,38%), 44 800 indígenas (0,11%) e 15 937 sem declaração (0,04%). Considerando-se a nacionalidade, 41 056 694 eram brasileiros (99,5%) e 205 505 eram estrangeiros (0,50%). Entre os brasileiros, 40 995 417 eram natos (99,35%) e 61 276 naturalizados (0,15%). Em relação à região de nascimento, 34 648 345 no Sudeste (83,97%), 4 628 959 no Nordeste (11,22%), 1 141 476 no Sul (2,77%), 243 815 no Centro-Oeste (0,59%) e 95 124  no Norte (0,23%). 32 763 387 nasceram no próprio estado (79,4%) e 8 498 812 em outras unidades da federação e/ou no exterior (20,6%). Muitas pessoas migram de outros estados brasileiros para São Paulo em busca de trabalho ou melhores condições de vida. O estado com maior presença em território paulista, em 2010, era a Bahia, com 1 702 676 residentes (4,13%), seguido por Minas Gerais, com 1 616 885 (3,92%), e pelo Paraná, com 1 003 286 (2,43%).

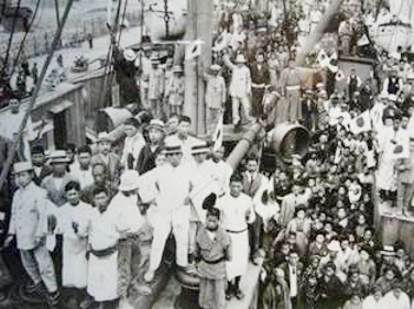
Imigrantes japoneses no Kasato Maru, Porto de Santos, 1908

Em 2010, 106 099 pessoas emigraram do estado de São Paulo para outros países, sendo 42 232 para a Europa (39,8%), 26 565 para a América do Norte (25,04%), 23 741 para a Ásia (22,38%), 5 576 para a Oceania (5,26%) 5 476 para outros países da América do Sul (5,16%) 1 770 para a África (1,67%) e 646 para a América Central (0,61%). Entre os principais países destino estão os Estados Unidos, com 22 327 emigrantes (21,04%), o Japão, com 21 276 (20,05%), e o Reino Unido, com 8 404 (7,92%).
De acordo com um estudo de 2006, a composição genética de São Paulo é a seguinte: 79% de herança europeia, 14% de herança africana e 7% de herança indígena. Um estudo mais recente, de 2013, encontrou 61,9% de contribuição europeia, 25,5% africana e 11,6% ameríndia. Na região de Araraquara, interior do estado, um estudo de 2011 estimou que o conjunto da população local tenha 76% de seus antepassados provenientes da Europa, 18% da África e 6% nativos do continente americano.
Devido a essa recepção enorme de imigrantes, o estado de São Paulo absorveu a maior parte dos fluxos entre norte e sul do Brasil, fazendo com que a interação entre essas duas áreas diminuísse em acesso direto. Isto criou uma zona de separação geopolítica no país, onde ao norte do estado fica a região mais diretamente integrada ao eixo de poder do governo federal e o sul como região não integrada diretamente. O que explica, como consequência histórica, o sentimento sulista (ainda que cada vez menor) de separação e isolamento das áreas o restantes do Brasil.

## Segurança pública e criminalidade

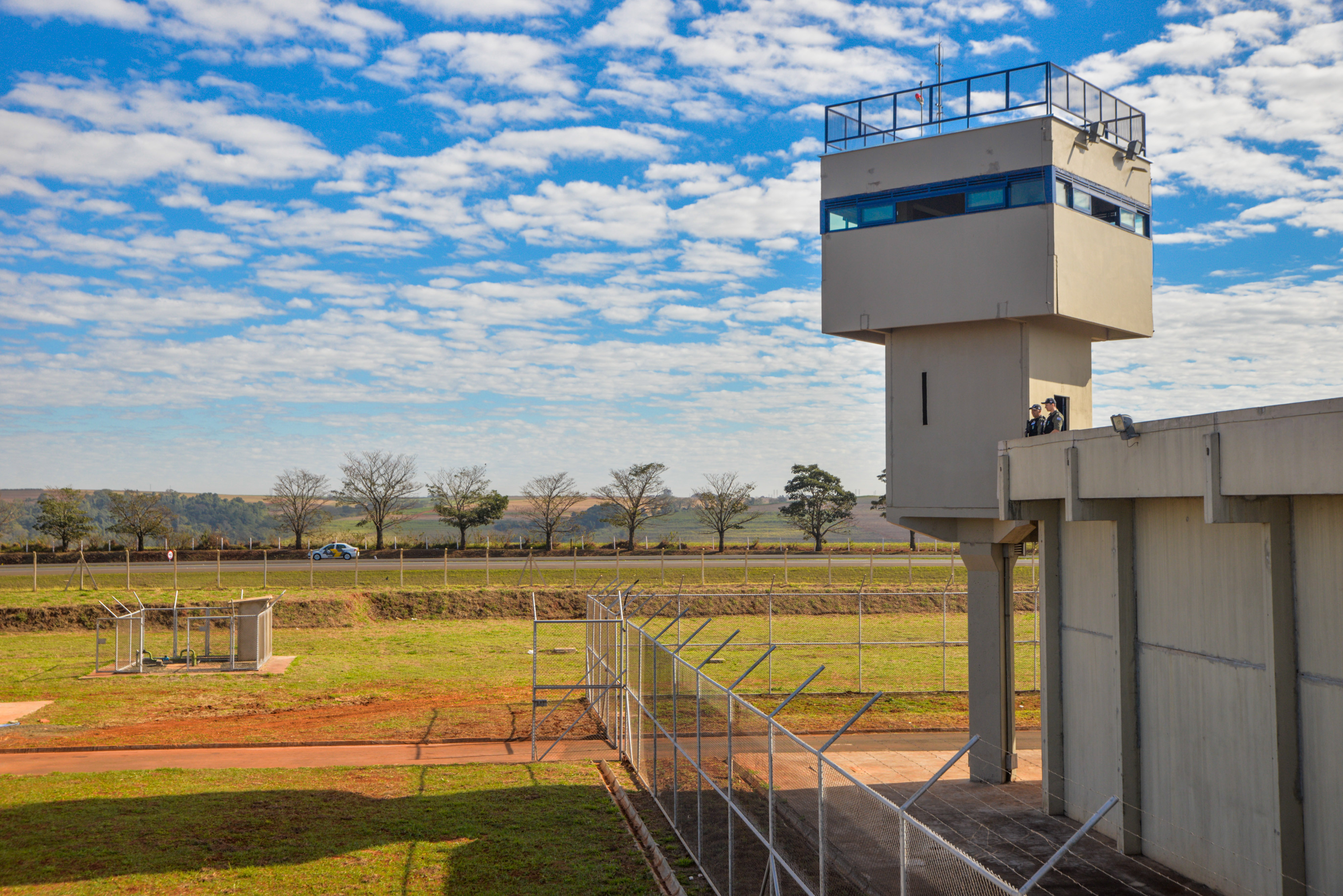
Centro de Detenção Provisória "Nelson Furlan", em Piracicaba

São Paulo, assim como os demais estados do Brasil, conta com dois tipos de corporações policiais para realizar a segurança pública em seu território, a Polícia Militar do Estado de São Paulo (PMESP), a maior polícia do Brasil e a terceira maior da América Latina em efetivo, com 138 mil militares, e a Polícia Civil do Estado de São Paulo, que exerce a função de polícia judiciária e é subordinada ao governo do estado.
De acordo com dados do "Mapa da Violência 2016", feita pelo sociólogo Julio Jacobo Waiselfisz e publicado pelo Ministério da Justiça, a taxa de homicídios por 100 mil habitantes do estado de São Paulo é a segunda menor do Brasil, com 8,2 assassinatos a cada 100 mil habitantes. Tendo no peíodo de dez anos (2004/2014) uma redução de 57,7% na taxa de homicídios.
O número de homicídios de São Paulo caiu de 39,7 para 14,9 por 100 mil habitantes no período entre 1998 e 2008. O estado, que ocupava o 5º lugar entre os estados mais violentos do país em 1998, passou a ocupar a 25ª posição em 2008, atrás apenas do Piauí e de Santa Catarina, apresentando uma queda acima de 62% no número de assassinatos durante o período pesquisado.

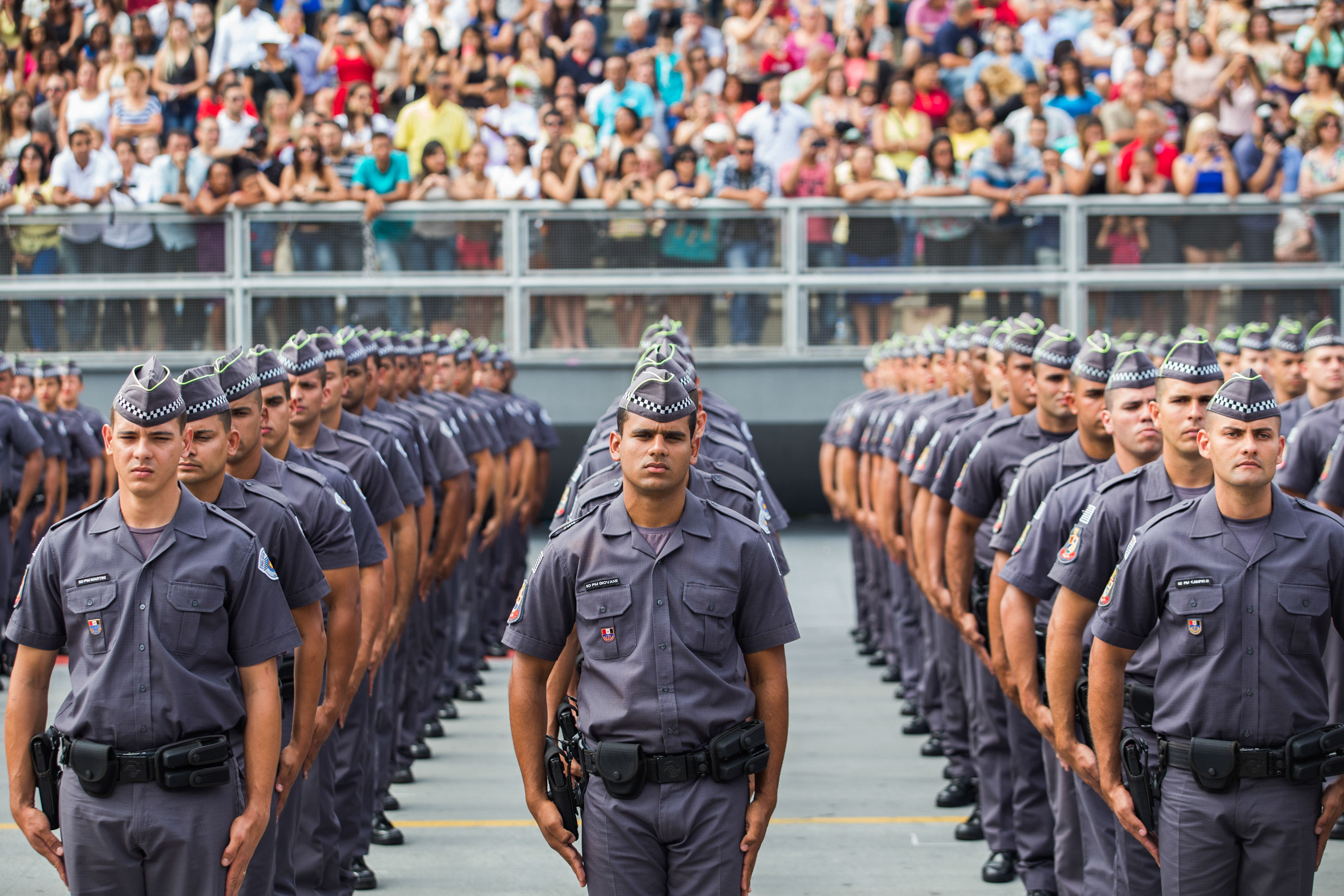
Soldados da Polícia Militar do Estado de São Paulo (PMESP)

Em 2010, de acordo com dados da Secretaria de Segurança Pública do Estado de São Paulo, o estado alcançou a taxa de 10,47 homicídios por 100 mil habitantes, uma redução de 70,3% em relação ao número registrado em 1999, que foi de 35,27 homicídios a cada 100 mil habitantes. A atual taxa de homicídios do estado está próxima do considerado suportável pela Organização Mundial da Saúde, que é de 10 homicídios por 100 mil habitantes. Outros índices de criminalidade também apresentaram queda no período pesquisado, como o estupro, que teve redução de 75%.
Em 2019, de acordo com dados da Secretaria de Segurança Pública, o estado alcançou a taxa de 6,27 homicídios por 100 mil habitantes, uma redução considerável em relação ao número registrado em 1999, que foi de 35,27 homicídios a cada 100 mil habitantes. A atual taxa de homicídios do estado está abaixo da considerado suportável pela Organização Mundial da Saúde, que é de 10 homicídios por 100 mil habitantes. Apesar dos índices de crimes violentos terem diminuído no estado, a taxa de roubo e furto ainda é muito alta o que traz a sensação de insegurança na população. Outros índices de criminalidade também apresentaram queda no período pesquisado, como o estupro, que teve grande redução.
Homicídios Dolosos por 100 mil habitantes